# Короли-чудотворцы

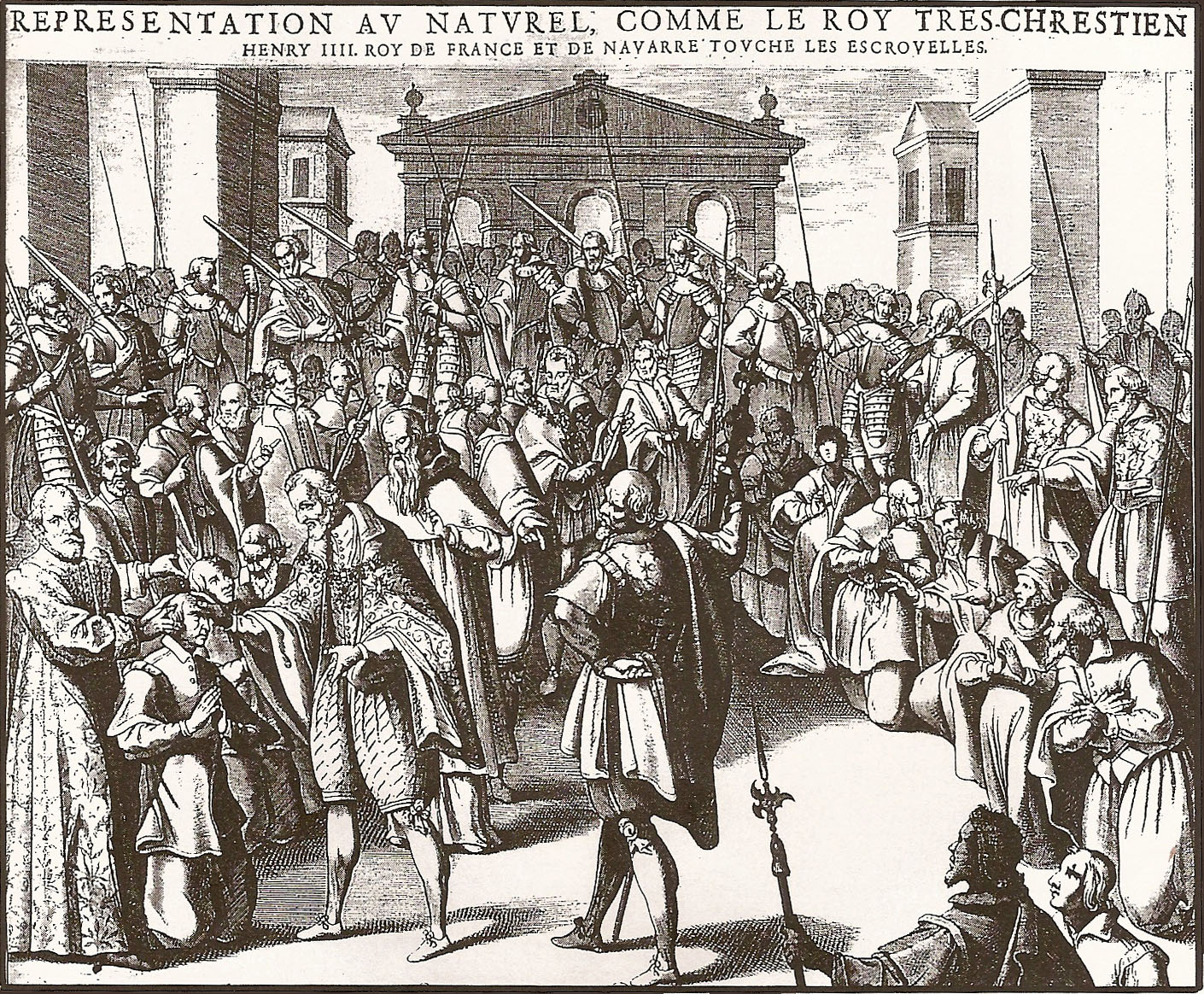
Генрих IV Французский прикасается к больным золотухой — ритуал «королевского прикосновения», описанный в книге.

«Короли-чудотворцы : Очерк представлений о сверхъестественном характере королевской власти, распространённых преимущественно во Франции и в Англии» (фр. Les Rois thaumaturges. Étude sur le caractère surnaturel attribué à la puissance royale particulièrement en France et en Angleterre) — историческая монография французского исследователя-анналиста Марка Блока, впервые опубликованная в 1924 году. В этой книге Блок на основе средневековых представлений о способности королей излечивать болезни исследует комплекс народных верований и ритуалов об объединении в особе монарха власти и магии. «Короли-чудотворцы» считаются классикой исторической мысли.

## Восприятие и значение
При жизни Марка Блока «Короли-чудотворцы» были в тени остальных его книг. Однако во второй половине XX века именно они привлекали основное внимание медиевистов. Так, Жорж Дюби в предисловии к «Апологии истории» в 1974 году назвал первую книгу Блока «подлинно великой».